# Miguel Capuccini
Miguel Capuccini (Montevideo, Uruguay, 5 de enero de 1904, Uruguay, 9 de junio de 1970) fue un futbolista uruguayo. Jugaba de golero y logró consagrarse campeón del mundo en 1930 con su selección.

## Selección nacional
Ha sido internacional con la Selección de fútbol de Uruguay en varias ocasiones teniendo como máximo honor el haber sido parte del plantel campeón del mundo en el año 30, mas sin haber disputado ningún partido en dicha competición.

### Participaciones en Copas del Mundo
| Mundial                        | Sede    | Resultado |
| ------------------------------ | ------- | --------- |
| Copa Mundial de Fútbol de 1930 | Uruguay | Campeón   |

## Clubes
| Club                 | País    | Año         |
| -------------------- | ------- | ----------- |
| Montevideo Wanderers | Uruguay | 1923 - 1927 |
| Peñarol              | Uruguay | 1928 - 1934 |

## Palmarés

### Campeonatos nacionales
| Título              | Club    | País    | Año  |
| ------------------- | ------- | ------- | ---- |
| Campeonato Uruguayo | Peñarol | Uruguay | 1929 |
| Campeonato Uruguayo | Peñarol | Uruguay | 1932 |

### Copas internacionales
| Título                 | Club (*)             | País    | Año  |
| ---------------------- | -------------------- | ------- | ---- |
| Copa Aldao             | Peñarol              | Uruguay | 1928 |
| Copa Mundial de Fútbol | Selección de Uruguay | Uruguay | 1930 |

- Datos: Q926403